# ناتاليا تورو
ناتاليا تورو (بالإنجليزية: Natalia Toro)‏ هي فيزيائية أمريكية، ولدت في 1985.